# Porfine
Porfine is een macrocyclische organische verbinding met als brutoformule C20H14N4. De zuivere stof komt voor als donkerrode kristallen, die goed oplosbaar zijn in pyridine en 1,4-dioxaan.
Porfine vormt de basisstructuur van de porfyrines hemine en chlorofyl, maar komt zelf niet vrij in de natuur voor. De chemische structuur bestaat uit vier gekoppelde pyrroolringen. Het volledige systeem is vlak en aromatisch. De aanwezigheid van stikstofatomen in een cyclische structuur maakt porfine schikt voor het vormen van coördinatieverbindingen met onder andere ijzer, magnesium en koper.